# Kammerball-Polka
Kammerball-Polka, op. 230, är en polka av Johann Strauss den yngre. Den framfördes första gången den 11 januari 1860 i Hofburg i Wien.

## Historia
Efter sin far Johann Strauss den äldre död 1849 försökte sonen Johann Strauss den yngre få efterträda fadern i rollen som "Hovbalsmusikdirektör" - Strauss far hade fått denna hederstitel 1846 - och därmed få leda musiken vid de kejserliga festerna. Den 20 januari 1850 gjorde den 24-årige Johann Strauss en hemställan hos Oberhofmeisteramt att få tillstånd att dirigera musiken vid hovet och kammarbalerna i Hofburg. Begäran avslogs den 31 januari och hedersuppdragen förblev hos Philipp Fahrbach den äldre, en före detta flöjtist i Straussorkestern. Mitt under karnevalen 1859 började flera tidningar av någon anledning helt felaktigt skriva att Strauss hade engagerats att spela vid hovet. Die Geissel hävdade den 23 januari att han samma dag skulle dirigera vid ärkehertiginnan Sofies "Stora kammarbal". Tidningarnas notiser fick Fahrbach att gå i svaromål i Theaterzeitung den 9 februari, vilket i sin tur förargade Strauss och den till en början harmlösa rivaliteten mellan de två musikerna eskalerade till personlig fiendskap.
Med målet att bli faderns efterträdare vid hovet påbörjade Johann Strauss en kampanj för att uppnå målet. Med verk såsom Viribus unitis (op. 96) och Vivat!-Quadrille (op. 103) liksom offentlig välgörenhet ville Strauss vinna poäng i de kejserliga cirklarna. Sommaren 1851 blev han bekant med den 15-åriga flickan Constanze Geiger (1835–1890), vars valser och andra kompositioner han tog in i sin repertoar och framförde flitigt. Flickans far var också han en firad musiker och (mer intressant för Strauss) musiklärare för kejsare Frans Josef och hans bröder. Constanzes mor hade känningar inom hovet såsom varande Wiens mest framstående modist och vistades därmed ofta vid hovet och adelspalatsen. Strauss vedermödor lönade sig och utan att behöva ansöka blev han anförtrodd att dirigera balmusiken vid det kejserliga hovet under karnevalen 1852.
Efter att ha uppnått sitt mål blev Strauss ett familjärt ansikte vid hovets danstillställningar i Hofburg och vid kammarbalerna. Till hovbalerna inbjöds en stor krets av aristokrater från hela riket samt politiker och höga officerare. Till kammarbalerna inbjöds endast utvalda gäster och då dessa baler var i mindre skala än hovbalerna räckte det med en liten orkester på cirka 14 musiker. Den 11 januari 1860 framträdde Strauss vid årets första kammarbal i Hofburg med sin nya polka Kammerball-Polka. Verket kunde höras offentligt vid en välgörenhetskonsert i Sofienbad-Saal den 13 februari.

## Om polkan
Speltiden är cirka 2 minuter och 32 sekunder plus minus några sekunder beroende på dirigentens musikaliska tolkning.